# ポリヤ賞 (ロンドン数学会)
ポリヤ賞（ポリヤしょう、Pólya Prize）は、ロンドン数学会による数学賞。1987年に設立され、ハンガリーの数学者ジョージ・ポリアに因んで名づけられた。
同学会による顕彰の中ではド・モルガン・メダルに次ぐ賞で、既に同賞を受賞した研究者には受賞資格が与えられない。

## 受賞者
- 1987 ジョン・ホートン・コンウェイ
- 1988 C. T. C. Wall
- 1990 Graeme Segal
- 1991 Ian G. Macdonald
- 1993 David Rees
- 1994 David Williams
- 1996 David Edmunds
- 1997 John Hammersley
- 1999 サイモン・ドナルドソン
- 2000 Terry Lyons
- 2002 ナイジェル・ヒッチン
- 2003 Angus Macintyre
- 2005 マイケル・ベリー
- 2006 ピーター・スウィンナートン＝ダイアー
- 2008 David Preiss
- 2009 Roger Heath-Brown
- 2011 E. Brian Davies
- 2012 Dan Segal
- 2014 Miles Reid
- 2015 Boris Zilber
- 2017 Alex Wilkie
- 2018 Karen Vogtmann
- 2020 Martin Liebeck
- 2021 エウド・フルショフスキー
- 2023 Frances Kirwan
- 2024 Gui-Qiang Chen

## 参照
- List of LMS prize winners ロンドン数学会